# Baza (Russia)
Il Baza (in russo База?; in baschiro Баҙы) è un fiume della Russia europea orientale, affluente di sinistra della Belaja, nel bacino della Kama. Scorre nella Repubblica del Baškortostan, nei rajon Šaranskij, Čekmaguševskij, Iliševskij e Djurtjulinskij.
Il fiume ha origine in un'area forestale, 2,5 chilometri a est del villaggio di Michajlovka e scorre in direzione settentrionale. Il bacino fluviale si trova nella parte nord delle alture di Bugul'ma e Belebej. La valle del fiume si trova in una zona foresta-steppa, nella parte occidentale ci sono foreste di latifoglie. Nel medio corso le sponde sono per lo più basse, ripide, in quello inferiore sono presenti lanche, la golena a tratti è paludosa. Il Baza ha una lunghezza di 123 km, il suo bacino è di 1 590 km². Sfocia nella Belaja a 110 km dalla foce.